# Nagroda Grammy w kategorii Best Contemporary Jazz Album
Nagroda Grammy w kategorii Best Contemporary Jazz Album przyznawana była w latach 1992–2011. Przez ostatnich kilkanaście lat nazwa nagrody ulegała zmianom:
- w 1991 roku kategoria nazywała się Best Contemporary Jazz Performance
- od 1993 do 1994 nazywała się Best Contemporary Jazz Performance (Instrumental)
- od 1995 do 1999 nazywała się Best Contemporary Jazz Performance
- od 2000 nazywa się Best Contemporary Jazz Album

Nagroda przyznawana jest za nagrania/prace zarejestrowane w roku poprzedzającym daną nominację.

## Wiek XXI
- Nagroda Grammy w 2011
  - The Stanley Clarke Band za The Stanley Clarke Band
- Nagroda Grammy w 2010
  - Joe Zawinul i The Zawinul Syndicate za 75

- Nagroda Grammy w 2009
  - Randy Brecker za Randy In Brasil
- Nagroda Grammy w 2008
  - Herbie Hancock za River: The Joni Letters
- Nagroda Grammy w 2007
  - Béla Fleck and the Flecktones za The Hidden Land
- Nagroda Grammy w 2006
  - Pat Metheny Group za The Way Up
- Nagroda Grammy w 2005
  - Bill Frisell za Unspeakable
- Nagroda Grammy w 2004
  - George Whitty (inżynier dźwięku i producent) i Randy Brecker (producent i artysta) za 34th N Lex
- Nagroda Grammy w 2003
  - Rob Eaton (inżynierzy dźwięku), Lyle Mays, Pat Metheny, Steven Rodby (producenci) i Pat Metheny Group za Speaking of Now
- Nagroda Grammy w 2002
  - Khaliq-O-Vision, Ray Bardani (inżynierzy dźwięku), David Isaac (producent) i Marcus Miller (producent i artysta) za M²
- Nagroda Grammy w 2001
  - Richard Battaglia, Robert Battaglia (inżynierzy dźwięku), Béla Fleck (inżynier dźwięku i producent) i Béla Fleck and the Flecktones za Outbound
- Nagroda Grammy w 2000
  - David Sanborn za Inside

## Lata 90. XX wieku.
- Nagroda Grammy w 1999
  - Pat Metheny Group za Imaginary Day
- Nagroda Grammy w 1998
  - Randy Brecker za Into the Sun
- Nagroda Grammy w 1997
  - Wayne Shorter za High Life
- Nagroda Grammy w 1996
  - Pat Metheny Group za We Live Here
- Nagroda Grammy w 1995
  - The Brecker Brothers za Out of the Loop
- Nagroda Grammy w 1994
  - Pat Metheny Group za The Road to You
- Nagroda Grammy w 1993
  - Pat Metheny za Secret Story
- Nagroda Grammy w 1992
  - The Manhattan Transfer za Sassy